# 389 Directory Server
De Fedora Directory Server (FDS) is een LDAP-server ontwikkeld door Red Hat, als onderdeel van Red Hats Fedora Project. Fedora Directory Server is identiek aan de Red Hat Directory Server, enkel de naam en licentie zijn anders.
FDS is de nieuwste incarnatie van het slapd-project. In 1996, zijn de ontwikkelaars ingehuurd door Netscape Communications Corporation en werd het hernoemd naar Netscape Directory Server (NDS). Red Hat kocht vervolgens het project, waarna op 1 juni 2005 veel van de broncode vrijgegeven werd als vrije software onder de GPL. Red Hat wil in de toekomst waarschijnlijk de resterende code ook vrijgeven onder de GPL.
Hoewel een groot deel van FDS vrij verspreidbaar is onder de voorwaarden van de GPL, brengt Red Hat ook een commerciële versie uit, de Red Hat Directory Server. Sinds Red Hat Enterprise Linux 6 (RHEL6) worden de (open-source) replicatie- en Windows-synchronisatie-functies van de 389 Directory Server in een apart ds-replication pakket aangeboden dat geen deel meer uitmaakt van de standaarddistributie maar van het aparte Red Hat Enterprise IPA-product, en maakt daarom geen deel uit van RHEL-kloondistributies als CentOS en Scientific Linux. Fedora en EPEL hebben het nog wel.
FDS wordt gebouwd op Fedora Core, maar het ondersteunt ook andere besturingssystemen zoals RHEL 3 en 4, Solaris 2.8+, en HP/UX 11i.

## Functies
FDS heeft multimasterfunctie, dat is een groot voordeel vergeleken met OpenLDAP, een andere vrije LDAP-server. Momenteel ondersteunt FDS tot vier schrijfbare masters.
FDS heeft ook de mogelijkheid om delen van de directory naar alleen-lezenservers te exporteren. Dat is een groot voordeel tegen Microsofts Active Directory, waarbij elke server alle data moet repliceren en schrijfbaar moet zijn. Sinds Windows Server 2008 is het echter mogelijk om een Read-Only Domain Controller aan te maken waarbij het wel mogelijk is om alleen lezen data en niet "alle" data te repliceren.